# パレルモ (コロンビア)
パレルモ（スペイン語: Palermo）は、コロンビアのウイラ県にある町である。この町は以前はグアグアという名前だった。

## パレルモ出身の著名人
- マヌエル・デ・ヘスス・アンドラーデ・スアレス（1860 - 1935）作家、ジャーナリスト、政治家。

## 姉妹都市
- パレルモ, イタリア